# Wöldikes duväpple
Wöldikes duväpple är en äppelsort vars ursprung, näst intill säkert,  är Danmark. Skalet på detta medelstora äpple är tjockt, vaxigt, och har en röd och närmast ljusgrönaktig färg. Köttet som är löst och saftigt har en söt och aningen syrlig smak. Äpplet är även känt för sin speciella arom. Wöldikes duväpple mognar i oktober och är främst ett ätäpple. Äpplen som pollineras av Wöldikes duväpple är Bismarck, Eldrött duväpple, Oranie, Ringstad och Åkerö. I Sverige odlas Wöldikes duväpple gynnsammast i zon I-III.
Pomolog Olof Eneroth skrev om detta äpple "vacker, fin och nobel, utmärkt dessertfrukt". Wöldikes duväpple fanns med i Alnarps trädgårdars katalog år 1869.
Sorten obetydligt angripen av skorv. Skaft 10-25mm. C-Vitamin 9mg/100gram. . Äpplet får lätt tryckskador.